# Google+
Google+ (изписва се понякога и Google Plus, често се съкращава като G+ или само +, когато е в контекст) е услуга за социална мрежа, разработена и поддържана от Google Inc. Услугата стартира на 28 юни 2011 във фаза на „ограничено полево изпитание“, достъпно с покани. На следващия ден на първите потребители се предоставя възможност да поканят свои приятели, които да се присъединят и създадат своя потребителска сметка. Заради огромния интерес, скоро след пускането ѝ, възможността за изпращане на покани е спряна.
Google+ интегрира социални услуги като Google Профили и Google Buzz, но и въвежда нови услуги като Circles (Кръгове), Hangouts (Терени), Sparks и Huddles. Google+ ще е достъпно и като настолно и мобилно приложение, но само за операционните системи Android и iOS. Източници като The New York Times обявяват услугата за най-големия опит на Google да си съперничи със социалната мрежа Facebook, която има над 750 милиона потребители през 2011. На 14 юли 2011 Google обявява, че Google+ има над 10 милиона потребители две седмици след стартирането на „ограниченото“ изпитание. През януари 2012 г. Google обявява, че потребителите са достигнали 90 милиона. До януари 2013 г. броят на активните потребители (такива, които ползват социалната мрежа поне веднъж месечно) на Google+ достига 343 милиона души (25% от потребителите на интернет в света), като по този начин тя се превръща във втората най-популярна социална мрежа след „Фейсбук“.
В края на 2018 година Google обявява, че мрежата ще бъде закрита през август 2019 година. Като причина се посочва „софтуерна грешка“, вследствие на която лични данни на около 500 000 потребителски сметки са били предмет на неоторизиран достъп още от 2015 година. От Google също посочват, че мрежата не е успяла да постигне широка популярност сред потребителите и разработчиците. Закриването на потребителските сметки започва през първата половина на 2019 година, но не засяга корпоративните потребители, плащащи за ползване на мрежата, чиито потребителски сметки остават активни.
Заедно с мрежата се прекратява и поддръжката на Google+ API, използван в частност за удостоверяване на онлайн идентичност, като в последния случай като заместител може да се ползва Google API.